# Federația Română de Atletism

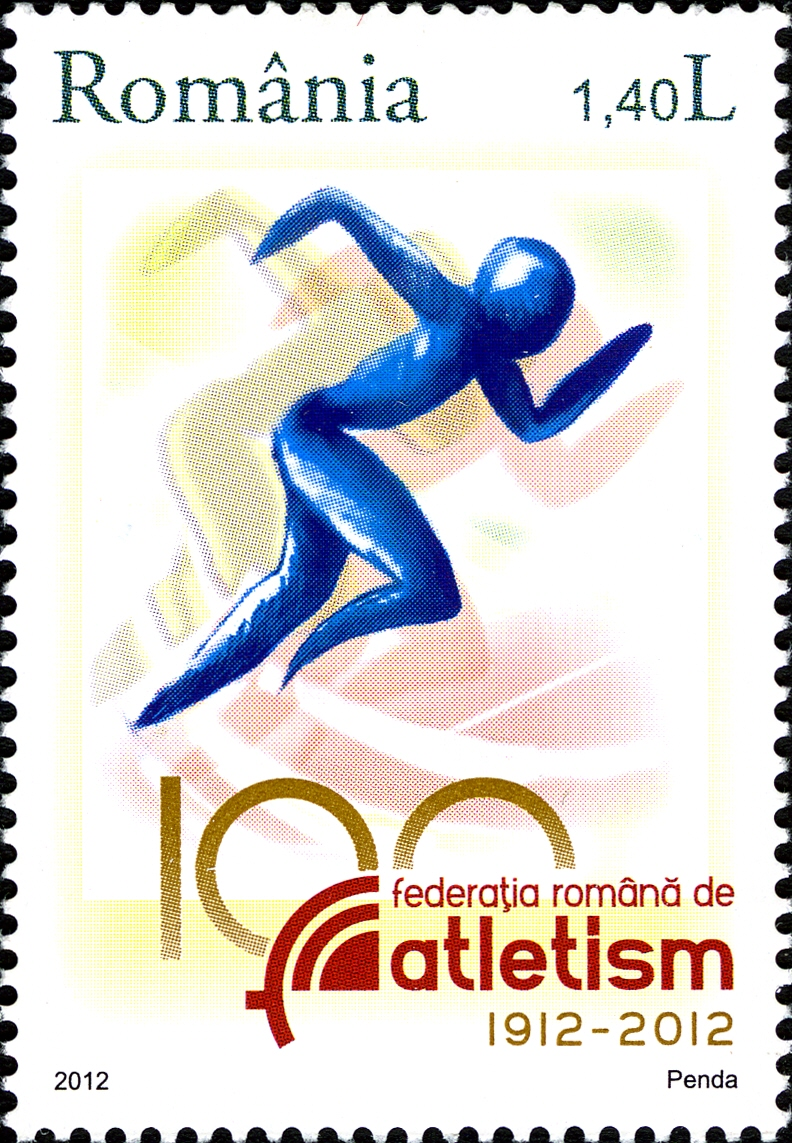
Timbru poștal pentru 100 de ani FRA

Federația Română de Atletism (prescurtată FRA) este singura autoritate a atletismului recunoscută de organismele internaționale și autorizată conform legii să organizeze activitatea atletică din România. A fost înființată în 1912. Federația Română de Atletism este afiliată la Asociația Europeană de Atletism și la Asociația Internațională de Atletism. Președintele Federației Române de Atletism este Anișoara Cușmir.

## Președinți
- 1912-1915 Ion Cămărășescu, Președinte Comisia de alergări pe jos și concursuri
- 1915-1919 Principele Carol, Președinte Comisiunea Atletismului
- 1919-1924 Grigore Caracostea, Președinte Comisiunea Atletismului
- 1924-1926 Aurel Leucuția, Președinte Comisiunea Atletismului
- 1926-1929 Principele Nicolae, Președinte Comisiunea Atletismului
- 1929-1933 Grigore Caracostea, Președinte Comisiunea Atletism și Rugbi
- 1933-1935 Emil Pălăngeanu
- 1935-1939 Ion Cămărășescu
- 1939-1940 Emil Pălăngeanu
- 1940-1941 Teodor Popovici, Director Directorat Atletism și Gimnastică
- 1941-1945 Virgil Ioan
- 1945 Ioan Baicu
- 1945-1948 Virgil Ioan
- 1948-1949 Anton Ionescu
- 1949-1953 Miron Constantinescu
- 1953-1955 Manea Mănescu
- 1955-1962 Mihail Florescu
- 1962-1967 Emil Ghibu
- 1967-1982 Mihail Florescu
- 1982-1990 Marin Iliescu
- 1990-2005 Iolanda Balaș
- 2005-2007 Ilie Floroiu[3]
- 2007-2013 Sorin Matei[4][5]
- 2013-2017 Ion Sandu[6]
- 2017-2021 Florin Florea[7]
- 2021-2025 Anișoara Cușmir[8]
- 2025-prezent Constantina Diță[9]